# Шуб Есфір Іллічна
Естер Іллі́чна Шуб (уроджена Рошаль, 4 (16) березня 1894, Сураж, Чернігівська губернія — 21 вересня 1959, Москва) — радянський кінорежисер, сценарист, кіномонтажер, кінознавець. Заслужений артист РРФСР (1935).

## Біографія
Дочка страхового агента Гілеля Меєровича Рошаля (Рушаля). З 1911 по 1917 вивчала російську літературу на Вищих жіночих курсах в Москві . З 1919 по 1921 роки Есфір Шуб працювала в театральному відділі Наркомпросу, в секретаріаті, була особистим секретарем Всеволода Мейєрхольда (завідувача театрального відділу Наркомпросу). З 1922 року працювала на кіностудії "Держкіно". Була редактором і монтажером іноземних фільмів, що готувалися до прокату в СРСР, ігрових фільмів кіностудії, а також фільмів дореволюційної доби. З 1926 — режисер кіностудії Мосфільм (тоді — «Совкино»). З 1942 по 1953 роки — режисер Центральної студії документальних фільмів . Автор випусків кіножурналу " Новини дня ".
Починала як монтажер, здатна практично будь-який зарубіжний фільм перетворити на агітаційний плакат. Документальні фільми: «Падіння династії Романових» (1927), «Країна Рад» (1937), «Іспанія» (1939) та ін.
Член об'єднання "Жовтень".

## Сім'я
- Чоловік і соратник — художник та теоретик мистецтва Олексій Ган .
- Двоюрідний брат — сценарист Зіновій Борисович Роднянський ; двоюрідний племінник — композитор Євген Еммануїлович Жарковський[9] .
- Брат — Ісаак Ілліч Рошаль, працював у системі Укркоопсоюзу у Києві.

## Фільмографія
- 1924 — Острів юних піонерів, монтажер
- 1925 — Морока, монтажер
- 1925 — Перші вогні, монтажер
- 1925 — Перевал, монтажер
- 1926 — Повія (Убита життям), монтажер
- 1926 — Абрек Заур, монтажер
- 1926 — Господа Скотінін, монтажер
- 1926 — Крила холопа, монтажер
- 1927 — Великий шлях, режисер і монтажер
- 1927 — Падіння династії Романових, режисер та монтажер
- 1928 — Росія Миколи II і Лев Толстой, режисер та монтажер
- 1930 — Сьогодні, режисер, монтажер і автор сценарного плану совм. з М. Цейтліним
- 1932 — До. Ш. е.. (Комсомол — шеф електрифікації), режисер, монтажер та автор сценарного плану
- 1934 — Москва будує метро, режисер, монтажер та автор сценарного плану
- 1937 — Країна Рад, режисер і автор сценарного плану совм. із Б. Агаповим
- 1937 — Туреччина на підйомі, режисер та монтажер
- 1939 — Іспанія, режисер і монтажер
- 1940 — Кіно за 20 років, режисер совм. з Нд. Пудовкіним, монтажер та автор сценарію совм. з А. А. Мачерет, Ю. Олешів, Нд. Пудовкіним
- 1941 — Фашизм буде розбитий, режисер, монтажер і автор сценарію совм. з Б. Агаповим
- 1942 — Країна рідна, режисер і монтажер та автор сценарного плану
- 1946 — До перебування в Москві учасників сесії виконкому міжнародної демократичної федерації жінок, режисер
- 1946 — Судовий процес у Смоленську (Суд у Смоленську), режисер і автор сценарного плану
- 1947 — По той бік Аракса, режисер, монтажер та автор сценарного плану
- 1949 — Від щирого серця, режисер і автор сценарію

## Нагороди

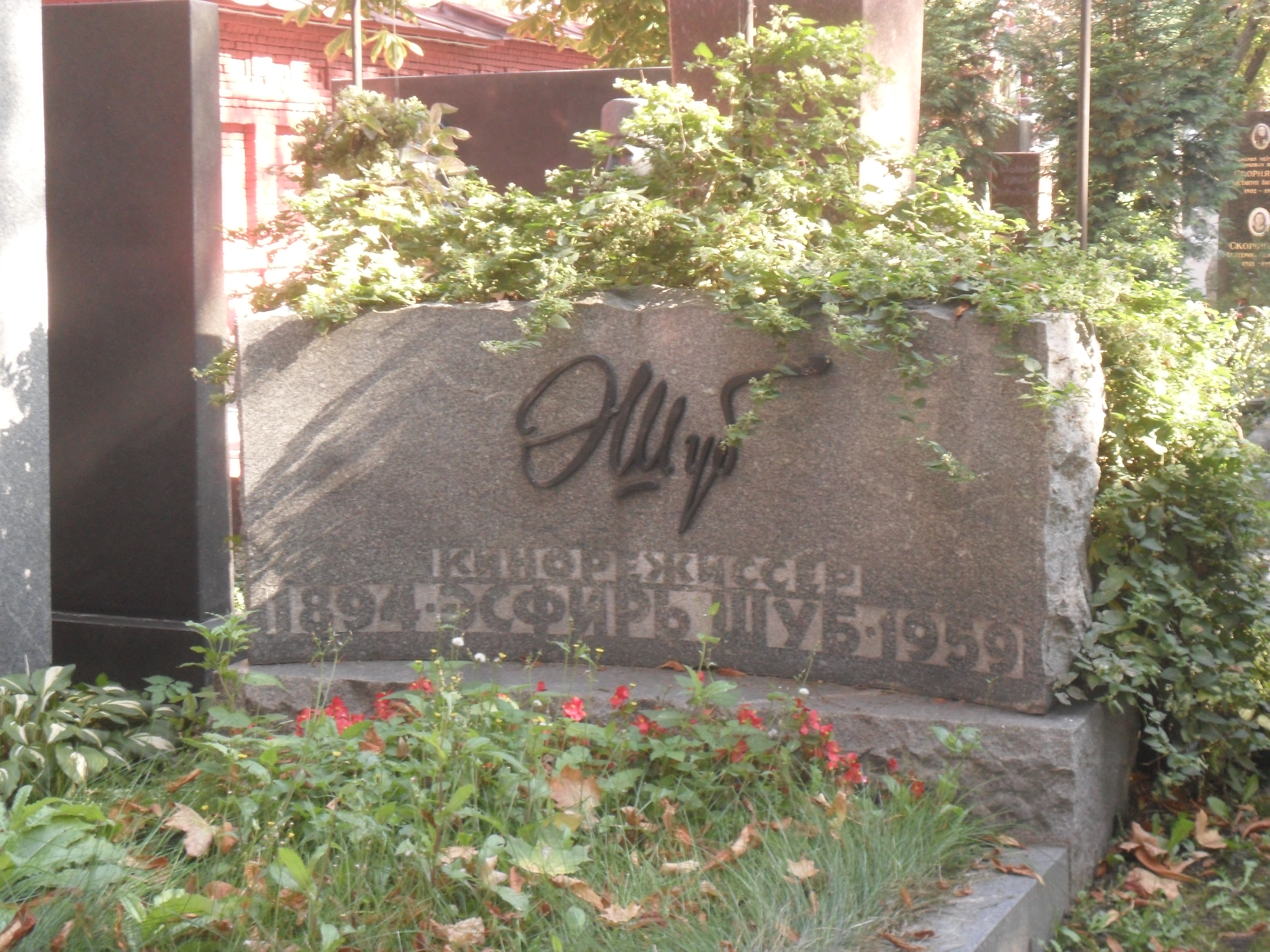
Могила Шуб на Новодівичому цвинтаріМоскви.

- Орден «Знак Пошани» (1941)